# Selmer Mark VII
Een Selmer Mark VII is een type saxofoon dat van 1974 tot 1986 werd geproduceerd door het Franse bedrijf Selmer. Het is de opvolger van de Selmer Mark VI. 
Veel saxofonisten vinden dat de klank van de Mark VII onderdoet voor de Mark VI. Het is voor velen ook niet te begrijpen waarom Selmer met de productie van de Mark VI gestopt is. Het meest aannemelijke is dat Selmer na het succes van de Mark VI toe was aan een vernieuwing. Ook wordt beweerd dat de productielijn (machines en mallen) versleten zou zijn.
De Selmer Mark VII is een zwaarder gebouwd en heeft een grotere boring dan de Mark VI. Ook is de Mark VII altijd voorzien van een hoge F#-klep. Dit in tegenstelling tot de Mark VI, waarbij dit voor een paar dollar optioneel was. De klank van een Mark VII is qua timbre te vergelijken met een Mark VI.